# Code for Romania

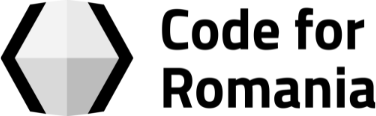
logo Code for Romania

Code for Romania este o organizație non-guvernamentală fondată în 2016, cu misiunea de a rezolva probleme sociale prin soluții digitale open source. Totodată, este cea mai mare organizație de civic tech din lume, adunând în jurul ei o comunitate de peste 3300 voluntari.

## Overview
De-a lungul timpului, Asociația Code for Romania a dezvoltat și implementat mecanisme funcționale și a reușit să coaguleze o comunitate de peste 3300 de voluntari, din diverse arii de specializare și competență, care contribuie, atunci când este necesar, la soluțiile pe care organizație le dezvoltă și administrează: specialiști în comunicații, dezvoltare software, cercetare, proiectare UX/UI, științe sociale, comunicare, juridic, traduceri etc. 
În acești ani, Code for Romania a furnizat în mod gratuit sisteme informatice vitale pentru asigurarea asistenței umanitare, managementului dezastrelor, protecției drepturilor omului și a grupurilor vulnerabile, implicându-se în gestionarea a două crize majore: criza COVID-19 și criza refugiaților declanșată de agresiunea Rusiei împotriva Ucrainei. Intervențiile au făcut ca oamenii aflați în situații critice să primească la timp ajutorul de care aveau nevoie. 
Code for Romania a bifat și o realizare importantă pe scena internațională, devenind primul ONG din România care s-a lansat global prin Commit Global, la Haga, în 2023. Inspirată de fondatorul ei, Bogdan Ivănel, Asociația Code for Romania se ghidează după motto-ul “Noi suntem cei pe care i-am tot așteptat”.
- „Code for Romania demonstrează că societatea civilă poate veni oricând cu soluții excepționale, chiar și peste noapte, pentru a oferi oamenilor acces facil la informații vitale. Sunteți extraordinari!” - Alina Pătrăhău, Fondator și Președinte, Dăruiește Aripi

- „De multe ori, Code for Romania a reprezentat pentru România o soluție de salvare. Ultimele crize din ultimii ani ne-au arătat de fiecare dată cum Code for Romania a venit în întâmpinarea statului român și în întâmpinarea românilor cu soluții foarte bune.” - Cătălin Dinu, Director executiv, Asociația Niciodată Singur Prietenii Vârstnicilor
- „De exemplu, aplicația monitorizare VOT, primul lor proiect mare, este și după ani de zile foarte importantă pentru observarea alegerilor și oferă și soluții pentru probleme de fiecare zi, cu care de multe ori au reușit acolo unde autoritățile au eșuat. Și dacă acești oameni sunt împreună și își pun mintea, eu nu cred că există aproape nimic ce să nu poată ei face.” - Maria Krause, expert electoral
- „Pentru mine, Code for Romania este combinația dintre imaginarea unui viitor mai bun și capacitatea de a transforma prezentul prin ambiție, colaborare și a face lucrurile de temeinic, nu de mântuială.” - Mihai Toader-Paști, expert sustenabilitate (ESG)
- „Code for Romania este mai mult decât o organizație. Este o comunitate de oameni pasionați, aflați mereu la locul potrivit, iar România și societatea civilă au nevoie de tehnologie civică.” - Luca Ciubotaru, Președinte, Rădăuțiul Civic
- „A fost importantă pentru noi munca voastră în a organiza alegeri pentru CES-ul românesc, o mare victorie pentru societatea civilă. De asemenea, este important ceea ce facem împreună pe programul Creștem ONG-uri pentru a pune instrumentele de măsurare a dezvoltării organizațiilor într-un format digital. Sper să continuăm munca noastră faină în următorii ani și sper să reușiți să schimbați lucrurile în România așa cum vă doriți.” - Ionuț Sibian, Director Executiv, Fundația pentru Dezvoltarea Societății Civile
- „Pentru mine, Code for Romania reprezintă un coleg de nădejde în misiunea conservării biodiversității, mai exact a polenizatorilor. Mi-e inima plină de recunoștință că au acceptat să construim împreună o soluție la problema nivelului scăzut de înțelegere și protejare a acestor specii vitale. Code for Romania reprezintă un izvor inestimabil de agerime, de istețime, cu care oamenii aceștia generează în timp record soluții practice și funcționale în domenii problematice pentru România, precum sănătatea, educația sau mediul înconjurător. Nu mai e nimeni ca voi, oameni buni, vă mulțumim că sunteți și tot înainte.” - Mara Cazacu Minculescu, Specialist proiect economie verde, WWF

## Istoric
Povestea Code for Romania a început în anul 2015, după tragedia de la Colectiv, episod care a marcat un punct de cotitură pentru societatea civilă românească. Inițiatorul Code for Romania, Bogdan Ivănel, locuia deja de 11 ani în Olanda la momentul producerii tragediei și nu avea niciun plan să revină în țară. Ceea ce s-a petrecut la Colectiv i-a făcut pe el și pe alții ca el să-și dorească să ajute mai mult România.  
Cu o formare academică diversă în spate, care include doctorat în drept internațional (Sciences Po, Paris, Franța), BA & LLM Utrecht University, MSc Oxford University, Visiting Scholar UC Berkeley, Bogdan nu implementase până în noiembrie 2015 nicio aplicație web. Își petrecuse însă, mai bine de un deceniu, observând și analizând direct fenomenele sociale relevante pentru drepturile omului și dreptului umanitar, cu un accent puternic pe comunitățile cu probleme sociale și economice.
Inițiativa lui Bogdan a prins contur într-un apartament din Rotterdam, alături de alți trei prieteni - Alexandra Rusu, Maria Neicu și Răzvan Pavel. Toți patru considerau că România ar avea nevoie de mai multe metode de schimbare socială și că una posibilă, chiar dezirabilă, ar fi chiar tehnologia. Code for Romania s-a înființat plecând de la convingerea că tehnologia poate democratiza accesul la informație și că poate transforma datele în informații ușor de asimilat.
Prima întâlnire de lucru a Code for Romania a avut loc la 1 aprilie 2016, marcând debutul  primului proiect de lucru, Vot Diaspora. O inițiativă lansată pentru a rezolva o problemă semnificativă de care românii din diaspora se loveau în mod frecvent, întâmpinând dificultăți la înregistrarea și participarea la procesul electoral, din cauza lipsei de informații accesibile privind procedurile de vot. Prin proiectul Vot Diaspora, echipa Code for Romania a transformat un ghid al votantului român în străinătate, de 38 de pagini, într-un instrument simplu de navigare, care putea fi parcurs de către oricine în doar un minut. 
În vara aceluiași an, echipa s-a extins cu un alt membru fondator, Olivia Vereha, expertă în designul experienței utilizatorului (UX) și care a adus o contribuție esențială la dezvoltarea soluțiilor digitale prietenoase cu utilizatorii.
Lansarea oficială a organizației în România a avut loc în 2016, odată cu finalizarea proiectului Vot Diaspora. Proiectul Vot Diaspora s-a bucurat de un succes remarcabil. La momentul lansării primei soluții, într-o singură zi, organizația a primit peste 300 de cereri de voluntariat din partea persoanelor doritoare să contribuie în diverse moduri. 
După ce proiectul Vot Diaspora a devenit public, interesul pentru Code for Romania a crescut semnificativ. A fost pentru prima dată când Code a arătat că se poate schimba felul în care se fac lucrurile. 
Al doilea proiect major pe care l-a lansat organizația a fost Monitorizare Vot, soluția folosită din 2016 încoace de observatorii independenți din secțiile de votare. În lunile și zilele care au dus la alegerile din 2016, noua comunitate de voluntari a organizației a lucrat zi și noapte la Monitorizare Vot, un sistem complex folosit de observatorii independenți în secțiile de votare, care trebuia să fie foarte bine securizat și capabil să culeagă date direct de la fața locului. 
Această soluție a fost utilizată cu succes de sute de observatori în secțiile de votare, reformând esențial modul în care astfel de procese electorale erau gestionate și monitorizate.
De la lansarea primelor proiecte, comunitatea de voluntari a reprezentat o parte vitală a inițiativei. Comunitățile locale Code For Romania din Cluj-Napoca, Iași, Timișoara și București au contribuit în mod activ la dezvoltarea a peste 60 de aplicații și soluții tehnologice menite să aducă schimbări pozitive în societatea românească. În prezent, peste 3000 de voluntari au contribuit cu 480.000 de ore de muncă voluntară la transformarea României într-o țară mai bună pentru toți cetățenii săi.

## Activități
Civic Labs
Programul Civic Labs a fost lansat în 2019 de Code for Romania sub forma unui generator de soluții de tehnologie civică pentru problemele sociale ale României. El acoperă o parte semnificativă din procesul necesar pentru a dezvolta o soluție de tehnologie civică de succes, fiind concentrat pe etapele anterioare dezvoltării efective a codului (programării). 
Metodologia Civic Labs este o premieră pentru România și are la bază un proces complex de diagnosticare de probleme și elaborare de soluții, pornind de la maparea problemelor sistemice din România și identificarea părților direct interesate, trecând prin etape de cercetare sociologică și tehnologică și oferind prototipuri ale soluțiilor digitale pornind de la concluziile cercetării.
Civic Labs este primul program suport al Asociației Code for Romania, care se concentrează anual pe câteva teme principale din cinci domenii de intervenție: sănătate, mediu, educație, grupuri vulnerabile și participare civică.
Pentru fiecare temă, sunt identificați și implicați toți actorii relevanți, inclusiv instituții publice, organizații neguvernamentale, companii și experți. Ca urmare a acestui proces sunt dezvoltate soluții tehnologice pentru fiecare problemă identificată, urmate de un ciclu de prototipare și testare, care implică actorii relevanți. La finalul fiecărui ciclu, o soluție dispune de un prototip testat, fișiere de prezentare și specificații tehnice, dar și de un buget estimat pentru dezvoltare. Soluțiile prezentate sunt parte a unui raport extins de cercetare pentru fiecare temă abordată care este ulterior lansat public.
Infrastructura Binelui
În decursul celor opt ani de activitate, Code for Romania a construit o infrastructură esențială care include peste 60 de soluții critice pentru dezvoltarea României în era digitală.
Cele peste 60 de soluții funcționale și cele aproximativ 300 de proiecte formează Infrastructura Binelui, un ecosistem digital complex care accelerează și optimizează implicarea societății civile și a partenerilor instituționali, constituind o infrastructură unică în lume. Această infrastructură acoperă 5 piloni fundamentali: educație, mediu, sănătate, grupuri vulnerabile și civic.
Infrastructura digitală susține deja peste 4.000 de ONG-uri în îndeplinirea misiunii lor. Munca depusă în toți acești ani a adus de-a lungul timpului recunoașterea și confirmarea că tehnologia civică pusă în slujba acestui sector este critică și esențială pentru viitor. Arhitectura Infrastructurii Binelui construită de Code for Romania adresează blocaje majore cu care se confruntă sectorul civic, de la expertiza digitală redusă, costurile mari de dezvoltare și întreținere a soluțiilor, dar și nivelul scăzut de alfabetizare digitală. Un principiu de bază al acestei infrastructuri este că soluțiile individuale nu sunt la fel de eficiente ca ecosistemele strategice. Acesta este motivul pentru care aplicațiile Code for Romania sunt grupate și făcute pentru a fi interoperabile în ecosistemele de intervenție.
Soluțiile Code for Romania
Soluțiile digitale cresc capacitatea de intervenție, pentru a asista cât mai mulți beneficiari, pentru a produce schimbările critice în cel mai scurt timp și pentru a adopta tehnologie construită la cele mai înalte standarde.
Code for Romania este recunoscută drept cea mai mare organizație de tehnologie civică din lume, având o comunitate de peste 3.000 de voluntari din domenii precum IT, cercetare și UX, atât din țară, cât și din diaspora. Acești voluntari au dezvoltat și mențin un ecosistem digital vast, care sprijină intervențiile societății civile în domenii precum sănătate, educație, mediu, participare civică și sprijin pentru grupuri vulnerabile.
Printre proiectele notabile se numără: 
- Rezultatevot.ro: o platformă pentru monitorizarea prezenței live la alegeri, împreună cu centralizarea rezultatelor finale
- Monitorizare Vot: aplicație dedicată în special observatorilor independenți la alegeri, utilizată în România și extinsă ulterior în alte 10 țări
- Redirectioneaza.ro: o platformă care centralizează mii de ONG-uri către care cetățeni pot rapid dona 3,5% din impozitul pe venit
- Dopomoha.ro: o infrastructură umanitară digitală creată pentru a sprijini refugiații ucraineni, oferind acces la informații și servicii vitale
- CeZiceLegea.ro: o platformă care facilitează interacțiunea cetățenilor cu autoritățile publice, oferind informații esențiale despre drepturi și proceduri administrative.

O listă completă a soluțiilor dezvoltate se poate consulta aici.
Task Force-uri:
Covid-19
Începând cu primele semne ale pandemiei, la 10 martie 2020, Code for Romania și-a suspendat complet activitatea obișnuită concentrând toate resursele organizației în diminuarea efectelor COVID-19. În trei zile, voluntarii organizației, acum reuniți sub umbrela programului Task Force, au creat și lansat prima platformă dedicată furnizării de informații de încredere către publicul larg. După câteva săptămâni, în colaborare cu autoritățile care au furnizat informații oficiale, 7 aplicații ce au format un ecosistem digital de sprijin (StiriOficiale, CeTrebuiSaFac DiasporaHub și DateLaZi, CineCeFace, Cemafac.ro, Stamacasa.ro) accesat de milioane de oameni. 
Ulterior, prin intermediul RoHelp, organizațiile neguvernamentale active în perioada crizei au putut mobiliza resursele necesare pentru intervențiile din teren.
Code for Romania a asistat Guvernul României și societatea civilă cu asistență tehnică pe toată perioada pandemiei pentru ca acești actori să poată acționa cât mai eficient în sprijinul cetățenilor. În cadrul întregului program au contribuit peste 420 de voluntari care au dedicat activităților din program în medie 80 de ore fiecare, în funcție de disponibilitate. Pe lângă cele șapte soluții, Code for Romania a asigurat consultanță în domeniul tehnologiei unor instituții-cheie ale sectorului guvernamental (Ministerul Sănătății, DSU, ADR etc.). În același timp, a fost lansat programul Civic Tech 911, prin care Code for Romania oferă asistență tehnică organizațiilor societății civile, venind în ajutorul zecilor de ONG-uri din România.
War Task Force
Asemenea contextului din perioada crizei de COVID-19, încă de la primele ore ale invaziei rusești în Ucraina, Code for Romania a decis să suspende toate celelalte activități și să activeze Task Force-ul.
În doar două zile, în strânsă colaborare cu Guvernul României, agențiile ONU din România (UNHCR și OIM) și Centrul Național Român pentru Refugiați, Code for Romania a lansat platforma oficială de informare pentru refugiați: Dopomoha.ro (cuvântul "dopomoha" înseamnă "ajutor" în limba ucraineană). 
Această platformă furnizează informații esențiale pentru persoanele care se refugiază din calea conflictului, oferind detalii precise despre intrarea în România și accesul la servicii și sprijin după traversarea frontierei. Întregul conținut este disponibil în limbile ucraineană, română, engleză și rusă, fiind actualizat constant pentru a răspunde dinamic necesităților din teren.
Dopomoha are ca primă misiune informarea, dar este și punct de intrare către celelalte soluții critice dezvoltate, pentru o înțelegere mai bună a rolului fiecărui actor implicat în managementul crizei refugiaților. Platforma funcționează ca un ecosistem digital coerent, care a cuprins de la început o serie de instrumente și soluții precum Un Acoperiș, Sprijin de Urgență, Ukraine Child Cancer Help, Știri oficiale, RVM, Cine ce face, Consiliere HIV și Women Center. În total, nu mai puțin de 8 soluții digitale proiectate și grupate în misiuni precum informare, management eficient al ajutoarelor, acces la servicii de sănătate pentru bolnavii cronici, capacitate pentru societatea civilă, acces la educație și acces la asistență psihologică au fost accesate de la începutul războiului prin intermediul Dopomoha. În vreme de pace, dezvoltarea acestor soluții ar fi durat cel mai probabil peste opt luni însă, datorită comunității de voluntari Code for Romania, opt luni au devenit mai puțin de o săptămână.
Civic Tech911
Lansat din dorința de a oferi sprijin societății civile, programul CivicTech911 este prietenul oricărei organizații neguvernamentale sau grup de inițiativă care se confruntă cu dificultăți legate de tehnologia informației. Un serviciu de intervenție tehnologică dedicat, oferit de Code for Romania care oferă asistență pro bono pentru solicitările primite din partea ONG-urilor sau grupurilor de inițiativă din România. 
Civic Tech 911 este gata să ajute cu rezolvarea de probleme specifice prin tehnologie, suport tehnic/IT, informații, sprijin și consultanță pentru soluțiile sau proiectele tehnologice pe care orice ONG își dorește să le dezvolte. 
Organizațiile neguvernamentale au posibilitatea de a realiza o programare cu echipa tehnică Pentru fiecare programare un ONG poate indica în avans natura problemei cu care se confruntă: simptomele acesteia, grupurile afectate și orice alte informații relevante pentru echipa Code for Romania, pentru a înțelege mai bine necesitatea și contextul specific al solicitării.
În ultimii ani, Civic Tech 911 a oferit consultanță și asistență tehnică pentru 128 de ONG-uri din Romania. Programul a fost, de asemenea, premiat în cadrul celei de-a XIX-a ediții a Galei Societății Civile, din 2021, cu premiul II la secțiunea Programe. 
Commit Global
Commit Global este prima organizație globală pornită din România, având la bază experiența solidă și renumită în domeniul tehnologiei pentru binele social încă din 2015. Fondată de Bogdan Ivănel, Dana Pascu și Olivia Vereha, organizația a fost concepută pe coloana vertebrală a inițiativei Code for Romania.
Cel mai recent organizația s-a concentrat pe dezvoltarea, implementarea și întreținerea unui ecosistem umanitar inovator, primul de acest fel, pentru a sprijini refugiații care fug din calea războiului din Ucraina. Un ecosistem care asigură accesul sigur și neîntrerupt la informații, asistență medicală și servicii esențiale. În paralel, Commit Global a sprijinit agențiile guvernamentale, organizațiile neguvernamentale cu instrumentele necesare pentru a-și îndeplini sarcinile într-un mod mai eficient.
În 2017, prin implicarea activă în rețeaua Code for All, echipa a avut acces la o expertiză diversă în domeniul civic tech. Construind pe baza istoricului de cooperare, s-au identificat și înțeles problemele cu care se confruntau alte ONG-uri la nivel internațional. Astfel, angajamentul global a devenit o consecință naturală, umplând o nevoie observată anterior.
Astăzi, cel mai mare grup de soluții din zona soluțiilor de tehnologie pentru soluții pentru binele social sunt proiectate și construite în România, iar presiunea de a menține în viață instrumente digitale esențiale este mare. Din acest motiv investiția în construirea capacității globale care poate ridica această povară și debloca promisiunea tehnologiei pentru binele social este crucială acum.
În septembrie 2023, la Haga, Bogdan Ivănel a anunțat lansarea Commit Global, o organizație dedicată construirii infrastructurii de tehnologie pentru situații de criză și intervenție umanitară rapidă la nivel mondial, o „Cruce Roșie a secolului 21”. Primele cuvinte care s-au auzit în biroul UNHCR când au văzut soluțiile construite și operaționalizate alături de Guvern, DSU și zeci de ONG-uri a fost: We wish we had this back in Lebanon - Ne-am fi dorit să avem aceste soluții în Liban. Code for Romania a devenit, astfel, primul ONG local care devine internațional, sub umbrela Commit Global. 
Infrastructura Binelui construită în România nu este doar fără precedent în lume, dar că este vital ca ea să ajungă la ONG-urile, agențiile și organizațiile din întreaga lume. Pentru ca nimeni să nu mai fie nevoit să spună „Ne-am fi dorit să avem aceste soluții în Liban… sau în Moldova… sau în Germania…, când viețile oamenilor depind de asta. Commit Global digitalizează societatea civilă la scară globală, oferind sisteme informatice esențiale pentru asistența umanitară, gestionarea dezastrelor, protejarea drepturilor omului și sprijinirea grupurilor vulnerabile. Toate aceste instrumente alcătuiesc Infrastructura Binelui, un ecosistem unic de soluții construite și pilotate în România care pot fi utilizate oriunde în lume. Milioane de beneficiari au beneficiat deja de soluțiile digitale furnizate de Commit Global, iar experiența acumulată în România este exportată acum în alte țări pentru a sprijini comunități aflate în nevoie. Pentru că o lume mai bună poate fi 'Made in Romania'.”

## Premii și recunoaștere
La nivel național, în 2023, asociația Code for Romania s-a bucurat de două celebrări de amploare din partea statului român.
Emblema de onoare a Departamentului pentru Situații de Urgență - Code for Romania a primit Emblema de onoare a Departamentului pentru Situații de Urgență în 2023. Distincția acordată pentru eforturile comunității de voluntari a asociației vine după colaborarea cu DSU în ecosistemul COVID-19 și în criza umanitară generată de războiul din Ucraina.
Ordinul „Meritul pentru Promovarea Drepturilor Omului și Angajament Social” în grad de Cavaler - În data de 18 decembrie 2023, Președintele Klaus Iohannis a conferit Asociației Code for Romania această recunoaștere în semn de înaltă apreciere pentru întreaga activitate și implicare în gestionarea crizelor umanitare care au afectat România în ultimii ani.
De-a lungul anilor, prin activitatea desfășurată, Code for Romania s-a bucurat de recunoaștere în multiple ocazii:  
Premii naționale
2017: Gala Societății Civile 
- Premiul I pentru Comportament Civic și Participare Publică pentru aplicația Monitorizare Vot
2018: Gala Societății Civile 
- Premiul I pentru Proiecte și Campanii de Voluntariat pentru programul Tech for Social Good
2019: Gala Societății Civile 
- Premiul I pentru Comportament Civic și Participare Publică pentru Redirecționează.ro
- Premiul III pentru Programe, pentru Civic Labs
- Premiul CSR Awards obținut împreună pentru Civic Labs
2020: Gala Societății Civile: 
- Premiul I pentru Comportament Civic și Participare Publică pentru Vot Diaspora
- Premiul I la Biz Sustainability Awards
- Premiul I la Webstock Awards pentru ecosistemul Covid-19
2021: Gala Societății Civile
- Marele Premiu al Juriului pentru Code for Romania Taskforce
- Premiul I pentru Programe și Campanii de Voluntariat pentru Code for Romania Taskforce
- Premiul II pentru Programe pentru programul Civic Tech 911
2022: Biz Sustainability Awards 
- Premiul I pentru Cea mai Inovatoare Organizație
2023: Gala Societății Civile
- Marele Premiu al Juriului pentru Code for Romania Taskforce - Dopomoha și ecosistemul de soluții dedicate refugiaților ucraineni
- Premiul I pentru Programe și Campanii de Voluntariat pentru Code for Romania Taskforce
- Premiul special UNHCR pentru Dopomoha și ecosistemul de soluții digitale dedicate refugiaților ucraineni
Premii internaționale
2022: Premiul I pentru ecosistemul de aplicații dedicat ecosistemului de intervenție în sprijinul refugiaților din Ucraina la Paris Peace Forum 2022 (global award)
2022: Premiul I pentru ecosistemul de aplicații dedicat ecosistemului de intervenție în sprijinul refugiaților din Ucraina la World Summit Awards (global award)
2023: Premiul I pentru ecosistemul de aplicații dedicat ecosistemului de intervenție în sprijinul refugiaților din Ucraina la Kluz Prize for Peace Tech